# Lukas Gabriel
Lukas Gabriel (* 26. Dezember 1991) ist ein österreichischer Fußballspieler auf der Position eines Abwehrspielers.

## Karriere
Gabriel begann seine Karriere beim WSV-ATSV Ranshofen in Oberösterreich. 2007 unterschrieb er einen Vertrag bei der SV Ried, wo er zunächst in der AKA Oberösterreich West, der Jugendabteilung der Rieder, aktiv war.
2009 kam er in den Kader der ersten Mannschaft unter Paul Gludovatz. Sein Debüt in der Bundesliga gab Lukas Gabriel am 17. April 2009 im Oberösterreich-Derby gegen den LASK. Der junge Abwehrspieler wurde in der 90. Minute für Peter Hackmair eingewechselt und konnte sogar die Vorarbeit zum 3:0 für die Rieder leisten. Gabriel wurde vom Linzer Torwart Michael Zaglmair im Strafraum gefoult, sodass Herwig Drechsel per Elfmeter den Endstand klarmachte. Im Sommer 2011 wechselte er leihweise zum FC Wels.
Nach einer Saison in Wels unterschrieb er einen Vertrag beim FC Pasching. Mit Pasching wurde er in der Saison 2012/13 österreichischer Cupsieger. Nach dem Cupsieg wechselte er zur Union St. Florian. Bereits nach einem halben Jahr kehrte er nach Pasching zurück.
Im Sommer 2014 wechselte er zum FC Blau-Weiß Linz. Mit den Linzern konnte er 2016 in den Profifußball aufsteigen. Zur Saison 2018/19 wechselte er zum SK Vorwärts Steyr. Nach einem Jahr bei Steyr wechselte er zur Saison 2019/20 zum Regionalligisten WSC Hertha Wels. In eineinhalb Jahren in Wels kam er zu 21 Regionalligaeinsätzen. Im Jänner 2021 wechselte er zum viertklassigen SV Bad Schallerbach.